# سد وادي عرعر
سد وادي عرعر هو سد مائي خرساني في محافظة عرعر بمنطقة الحدود الشمالية في المملكة العربية السعودية.

## الوصف
هو سد مبني بالتراب المغلف بالخرسانة، بارتفاع 9 أمتار وسعة تخزينية تصل إلى 10,366,000 متر مكعب، بهدف الحماية والاستعاضة وتوفير المياه للشرب والزراعة.